# بدوي الجبل
محمد سليمان الأحمد (1903 - 19 أغسطس 1981) الملقب ببدوي الجبل، شاعر وسياسي سوري ولد في قرية ديفة في محافظة اللاذقية، سوريا، وأحد أعلام الشعر العربي في القرن العشرين.
والده الشيخ سليمان الأحمد (عضو مجمع اللغة العربية في دمشق وشارح ديوان المكزون)
أبناؤه: منير، أحمد، الأستاذ عدنان، وله بنت واسمها جهينة توفاها الله في مقتبل العمر.

## لقبه
«بدوي الجبل» لقب أطلقه عليه يوسف العيسى صاحب جريدة «ألف باء» الدمشقية في عشرينيات القرن الماضي.
حيث دخلُ الشاعرُ الشاب إلى مكتب رئيس التحرير محتجاً على تذييل قصيدته بغير اسمه، فيقنعه “عيسى” بأن الناس يقرأون للشعراء المعروفين وأنه ليس مشهوراً بعد، بينما سيدفعهم الاسم المستعار إلى قراءة الشعر للشعر والتساؤل عن حقيقة كاتبه!
«أنت في ديباجتك بداوة وأنت ابن الجبل» بهذه الكلمات وُلِدَ لقب “بدوي الجبل” كما يروي “عزيز نصار” في كتابه “بدوي الجبل ذاكرة الأمة والوطن”.

## حياته
انغمس بدوي الجبل في حقل السياسة فانتخب نائباً في مجلس الشعب السوري 1937 وأعيد انتخابه عدة مرات ثم تولى عدة وزارات منها الصحة 1954 والدعاية والأنباء.
غادر سوريا 1956 متنقلاً بين لبنان وتركيا وتونس قبل أن يستقر في سويسرا، ثم عاد إلى سوريا 1962 وبقي فيها حتى توفي يوم 19 أغسطس سنة 1981.
كان من أنصار الرئيس شكري القوتلي، مدح الفرنسيين ثم ذمهم، هاجم حزب البعث أثناء هزيمة حزيران كما أشاد بأبطال سوريين مثل إبراهيم هنانو ويوسف العظمة.

## شعره

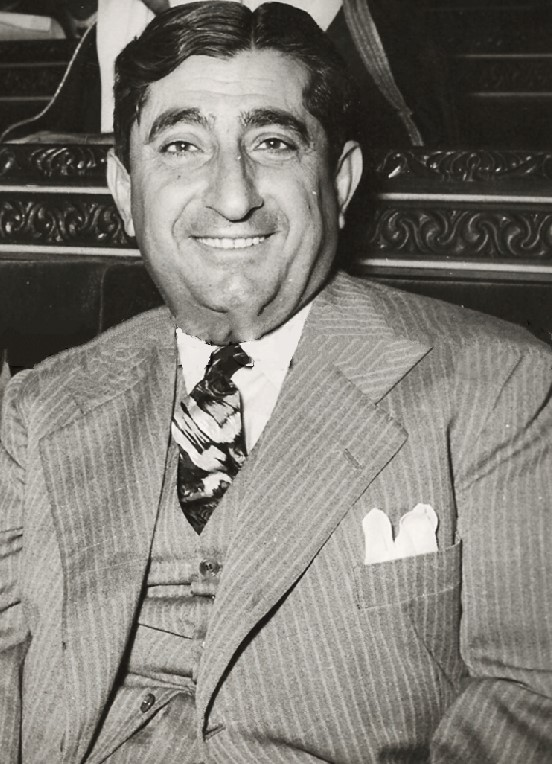

شعر بدوي الجبل يمثل الشعر الكلاسيكي من حيث تحقيق التوازن بين الخيال والفكرة، من الناحية الروحية تأثر شعرياً بجده المكزون حيث انعكست بعض الإشارات الصوفية في ثنايا شعره، شعره السياسي المقاوم للاستعمار الفرنسي يصلح اليوم لمقاومة الاستعمار الغربي.
يعتبر بدوي الجبل والأخطل الصغير وعمر أبو ريشة والجواهري رموز الشعر الكلاسيكي العربي. وهو ينتمي إلى الطائفة الإسلامية العلوية ويقول في ذلك:
وكان شديد الاعتزاز بعروبته حيث قال:

وقد هجا بدوي الجبل جمال عبد الناصر في قصيدته كافور.
نالت الشاعر ازاء قصيدته من وحي الهزيمة المصائب والويلات حتى أنه اختطف من بعض العصابات ما أدى إلى جعله يغرق في الوحدة ويعتزل السياسة.
ومن أشهر قصائده: اللهب القدسي والكعبة الزهراء والبلبل الغريب و ابتهالات وخالقة وشقراء وحنين الغريب.
تأثر بالمتنبي شعرياً حتى قيل انه متنبي القرن العشرين. كتب عنه العضيمي دراسة تحت عنوان «هذا هو بدوي الجبل» وهي دراسة متحاملة عليه تفتقر إلى الموضوعية.

### أمثلة من شعره
وله قصيدة لطيفة في الطفولة منها:

### من مؤلفاته
- البواكير - شعر 1925.
- الأعمال الكاملة - 1979.